# Demência
Demência é uma categoria genérica de doenças cerebrais que gradualmente e a longo prazo causam diminuição da capacidade de raciocínio e memória, a tal ponto que interfere com a função normal da pessoa. Outros sintomas comuns são problemas emocionais, problemas de linguagem e diminuição da motivação. Geralmente a consciência da pessoa não é afetada. Para um diagnóstico de demência é necessário que haja uma alteração da função mental normal da pessoa e um declínio superior ao que seria expectável devido à idade. Este grupo de doenças afeta também de forma significativa os cuidadores da pessoa.
O tipo mais comum de demência é a doença de Alzheimer, responsável por 50 a 70% dos casos. Entre outras causas comuns estão a demência vascular (25%), demência com corpos de Lewy (15%) e demência frontotemporal. Entre outras possíveis causas, menos prováveis, estão a hidrocefalia de pressão normal, doença de Parkinson, sífilis e doença de Creutzfeldt-Jakob. A mesma pessoa pode manifestar mais de um tipo de demência. Uma minoria de casos é de origem hereditária. No DSM-5, a demência foi reclassificada como perturbação neurocognitiva, com vários graus de gravidade. O diagnóstico tem por base a história da doença e exames cognitivos, complementados por exames imagiológicos e análises ao sangue para despistar outras possíveis causas. Um dos exames cognitivos mais usados é o mini exame do estado mental. As medidas para prevenir a demência consistem em diminuir os fatores de risco como a hipertensão arterial, tabagismo, diabetes e obesidade. Não está recomendado o rastreio na população em geral.
Não existe cura para a demência. Em muitos casos são administrados inibidores da acetilcolinesterase, como a donepezila, que podem ter alguns benefícios em demência ligeira a moderada. No entanto, a generalidade dos benefícios pode ser insuficiente. Existem várias medidas que permitem melhorar a qualidade de vida das pessoas com demência e respetivos cuidadores. A terapia cognitivo-comportamental pode ser adequada em alguns casos. É também importante a educação e o apoio emocional aos cuidadores. O exercício físico pode ser benéfico para as atividades do dia a dia e pode potencialmente melhorar o prognóstico. Embora o tratamento de problemas de comportamento com antipsicóticos seja comum, não está recomendado devido aos poucos benefícios e vários efeitos adversos, entre os quais um aumento do risco de morte.
Em 2015, a demência afetava 46 milhões de pessoas em todo o mundo. Cerca de 10% de todas as pessoas desenvolvem demência em algum momento da vida. A doença é mais comum à medida que a idade avança. Enquanto entre os 65 e 74 anos de idade apenas cerca de 3% de todas as pessoas têm demência, entre os 75 e os 84 anos a prevalência é de 19% e em pessoas com mais de 85 anos a prevalência é de cerca de 50%. Em 2013, a demência foi a causa de 1,7 milhões de mortes, um aumento em relação aos 0,8 milhões em 1990. À medida que a esperança de vida da população vai aumentando, a demência está-se a tornar cada vez mais comum entre a generalidade da população. No entanto, para cada intervalo etário específico a prevalência tem tendência a diminuir devido à diminuição dos fatores de risco, pelo menos nos países desenvolvidos. A demência é uma das causas mais comuns de invalidez entre os idosos. Estima-se que em cada ano seja responsável por custos económicos na ordem dos 604 mil milhões de dólares. Em muitos casos, as pessoas com demência são controladas fisicamente ou com medicamentos em grau superior ao necessário, o que levanta questões relativas aos direitos humanos. É comum a existência de estigma social em relação às pessoas afetadas.

## Classificação
A demência é um termo geral para várias doenças neurodegenerativas que afetam principalmente as pessoas da terceira idade. Todavia a expressão demência senil, embora ainda apareça na literatura, tende a cair em desuso. A maior parte do que se chamava demência pré-senil é de fato a doença de Alzheimer, que é a forma mais comum de demência neurodegenerativa em pessoas de idade. Embora existam casos raros diagnosticados de pessoas na faixa de idade que vai dos 17 anos aos 50 anos e a prevalência na faixa etária de 60 aos 65 anos esteja abaixo de 1%, a partir dos 65 anos ela praticamente duplica a cada cinco anos. Depois dos 85 anos de idade, atinge 30 a 40% da população.
Segundo a Organização Mundial da Saúde a exposição aos disruptores endócrinos poderá desencadear a doença de Alzheimer.
A demência pode ser descrita como um quadro clínico de declínio geral na cognição como também de prejuízo progressivo funcional, social e profissional. As demências mais comuns são:
- Demência no mal de Alzheimer;
- Demência vascular e;
- Demência com corpos de Lewy.

No dicionário internacional de doenças outras demências são classificadas como:
CID 10 - F02.0 Demência da doença de Pick
CID 10 - F02.1 Demência na doença de Creutzfeldt-Jakob
CID 10 - F02.2 Demência na doença de Huntington
CID 10 - F02.3 Demência na doença de Parkinson
CID 10 - F02.4 Demência na doença pelo vírus da imunodeficiência humana (HIV)
Esses diagnósticos não são exclusivos sendo possível, por exemplo, a existência de Alzheimer simultaneamente com uma demência vascular.

## Causa

### Fatores de risco
Os principais fatores de risco modificáveis para a demência são, no intervalo entre os 18 e os 45 anos o baixo nível de escolaridade. No intervalo entre os 45 e os 65 anos são a hipertensão, a obesidade e a perda de audição. No intervalo superior a 65 anos são o fumar, a depressão, a inatividade física, o isolamento social e a diabetes.

Entre 2001 e 2012, investigadores acompanharam dois milhões de pessoas no Canadá e concluíram que 7% dos casos de demência diagnosticados diziam respeito a pessoas que viviam até 50 metros de distância de estradas com muito tráfego automóvel.
O estudo publicado na revista médica "The Lancet", indica que ao longo desses 11 anos foram diagnosticados 243 611 casos de demência e observou-se que havia mais casos da doença entre os que viviam perto de estradas congestionadas. Nestes casos, o número de diagnósticos foi 4% superior em pessoas quem residiam entre 50 e 100 metros de distância destas vias e 2% entre os que moravam entre 101 e 200 metros.
Ou seja, entre 7% a 11% dos casos de demência diagnosticados em moradores até 50 metros de uma via de movimento intenso podem estar relacionadas com o trânsito.

### Fatores de risco potencialmente modificáveis para demência
- Baixa escolaridade
- Tabagismo
- Poluição do ar
- Inatividade física
- Isolamento social
- Depressão
- Diabetes
- Lesão cerebral traumática
- Hipertensão
- Álcool >21 unidades por semana
- Perda auditiva
- Obesidade[32]

Além de outros, como: 
- O uso de drogas
- Hipotireoidismo, encefalite de Hashimoto
- Perda progressiva de visão
- Infecções, AIDS, sífilis
- Deficiência de vitamina B12, ácido fólico: anemia.
- Tumores, hidrocefalia
- Reações tóxicas a medicamentos: antidepressivos, anti-histamínicos, anticonvulsivos, corticosteroides, sedativos, antiparkinsonianos, antiansiolíticos.[35]

## Tratamento
Um tratamento integrativo foi proposto em um estudo cuja amostra foi formada por 35 pacientes (20 do sexo masculino, 15 do feminino) com uma idade média de 71,05 anos, diagnosticados com demência moderada e depressão. O tratamento proposto pelos autores incluiu: antidepressivos (sertralina, citalopram ou venlafaxina XR, apenas ou em combinação com bupropiona XR), inibidores de colinesterase (donepezila, rivastigmina ou galantamina), como também vitaminas e suplementos (multivitaminas, vitamina E, ácido alfa lipóico, omega-3 e coenzima Q-10). As pessoas participantes do estudo foram encorajadas a modificar a sua dieta e estilo de vida bem como a executarem exercícios físicos moderados. Os resultados do estudo demonstraram que a abordagem integrativa não apenas diminuiu o declínio cognitivo em 24 meses, mas até mesmo melhorou a cognição, especialmente a memória e as funções executivas (planejamento e pensamento abstrato).

### Medicamentos
Atualmente, o principal tratamento oferecido para as demências baseia-se nas medicações inibidoras da colinesterase (donepezil, rivastigmina ou galantamina), que oferecem relativa ajuda na perda cognitiva, característica das demências, porém, com uma melhora muito pequena. Nesse sentido, a melhora das funções cognitivas verificadas no estudo avaliado não pode ser relacionada apenas a esse tipo de medicação.
Embora os pacientes do estudo avaliado evidenciassem um quadro de demência moderada e depressão, pesquisa de Kessing et al. (no prelo) demonstrou que o uso de antidepressivos em longo prazo, em pessoas com demência sem um quadro de depressão, diminuiu a taxa de demência e minimizou as perdas cognitivas associadas, sem, no entanto, ter reduzido tais perdas totalmente. Esse estudo também identificou que os antidepressivos utilizados em curto prazo geraram mais prejuízos às funções cognitivas em pessoas com demência. Portanto, apenas o uso de antidepressivos em longo prazo foi que surtiu um efeito protetivo.
Desse modo, podemos considerar que os antidepressivos usados em longo prazo, além de tratarem os quadros de depressão, que podem estar associados aos quadros de demência, são benéficos para o tratamento desta patologia. Alguns estudos revelaram que os antidepressivos podem ter efeitos neuroprotetivos, aumentando o nascimento e permitindo a sobrevivência de neurônios nas zonas do hipocampo (parte do cérebro relacionada principalmente à memória). Contudo, o uso apenas de antidepressivos não é suficiente para uma melhora acentuada das perdas cognitivas da demência.

### Memória Reconstrutiva
Um estudo publicado no "Journal of Experimental Psychology: Learning, Memory and Cognition" conclui que os declínios que se verificam na memória reconstrutiva são indicio de um comprometimento cognitivo leve e de demência de Alzheimer, e não se verificam no envelhecimento saudável. "A memória reconstrutiva é muito estável em indivíduos saudáveis, de modo que um declínio neste tipo de memória é um indicador de comprometimento neurocognitivo" revela Valerie Reyna.

### Exercícios mentais
O exercício mental tem um papel fundamental na preservação de uma boa saúde mental. Os exercícios deverão ser variados, com um certo grau de complexidade, ensinar algo de novo e devem ser agradáveis e feitos com regularidade. Deve-se treinar o cálculo mental, ler em voz alta, aprender uma língua nova e treinar as imagens mentais (imagery), e também treinar os sentidos: da audição, da visão e do cheiro. A perda da sensibilidade do cheiro, relacionada com o primeiro nervo craniano, é uma das primeiras capacidades a serem infectadas pela demência. Um estudo do Wellcome Trust Centre for Neuroimaging do UCL demonstrou que o  treino intensivo de aprendizado levado a cabo pelos taxistas de Londres para obterem o certificado de motorista de táxi altera a estrutura do cérebro aumentando o volume da  matéria cinzenta na área do hipocampo posterior. O estudo revela que o cérebro mantém a plasticidade mesmo em adulto e o treino mental intenso é fundamental para a criação de novos neurônios.

### Videogames
- Jogos multi-tarefa

Uma pesquisa, publicada na revista Nature, revela que pessoas idosas com dificuldades cognitivas podem treinar a mente e melhorar a atenção (o foco de longo prazo) e a memória de curto prazo. Os neurocientistas revelam que alguns dos idosos de 80 anos que participaram da pesquisa conseguiram melhorar o seu desempenho e apresentar um padrão neurológico igual ao de um jovem de 20 anos. O treino com o jogo multitarefa, NeuroRacer, um jogo muito simples, desenvolvido por uma equipa da Universidade da Califórnia permitiu ainda registrar a alteração que se processa ao nível das ondas cerebrais.
- Jogos de estratégia

Um outro estudo da UCL e Queen Mary University of London, usando o jogo StarCraft, também revela que após várias horas de treino há uma melhoria na flexibilidade cognitiva. O Jogo Halo também foi objeto de estudo, e revela que é capaz de melhorar a capacidade de decisão ao torná-la mais rápida.
- Tiro em primeira pessoa

Um estudo da universidade dos Países Baixos indica que os jogos de Tiro em primeira pessoa melhoram a memória de curto prazo e a agilidade mental.
Há ainda a possibilidade do habito de jogar determinados tipos de jogos melhorar o bem estar e diminuir a possibilidade de ter depressão.
Segundo o Dr Adam Gazzaley "Isso confirma nossa compreensão de que os cérebros de adultos mais velhos, como os dos jovens, são 'plásticos' — o cérebro pode mudar em resposta ao treinamento focado".
Um estudo revelou que jogar o jogo “Super Mario 64” provocava aumento nas regiões do cérebro responsáveis pela orientação espacial, pela formação da memória e planejamento estratégico, bem como uma melhoria das capacidades motoras finas das mãos.
Jogar jogos diferentes, cada jogo focado no desenvolvimento específico de uma capacidade cognitiva distinta, e não apenas um só tipo de jogo, treina e desenvolve um leque mais vasto de capacidades cognitivas.
Um jogo eletrônico de quebra-cabeça, Sea Hero Quest, foi desenvolvido para, através da coleta de dados sobre as habilidades de navegação ao ser jogado, ajudar na investigação científica de como as pessoas navegam em ambientes tridimensionais, que é uma das primeiras habilidades perdidas por aqueles que sofrem com demência.

### Exercícios físicos

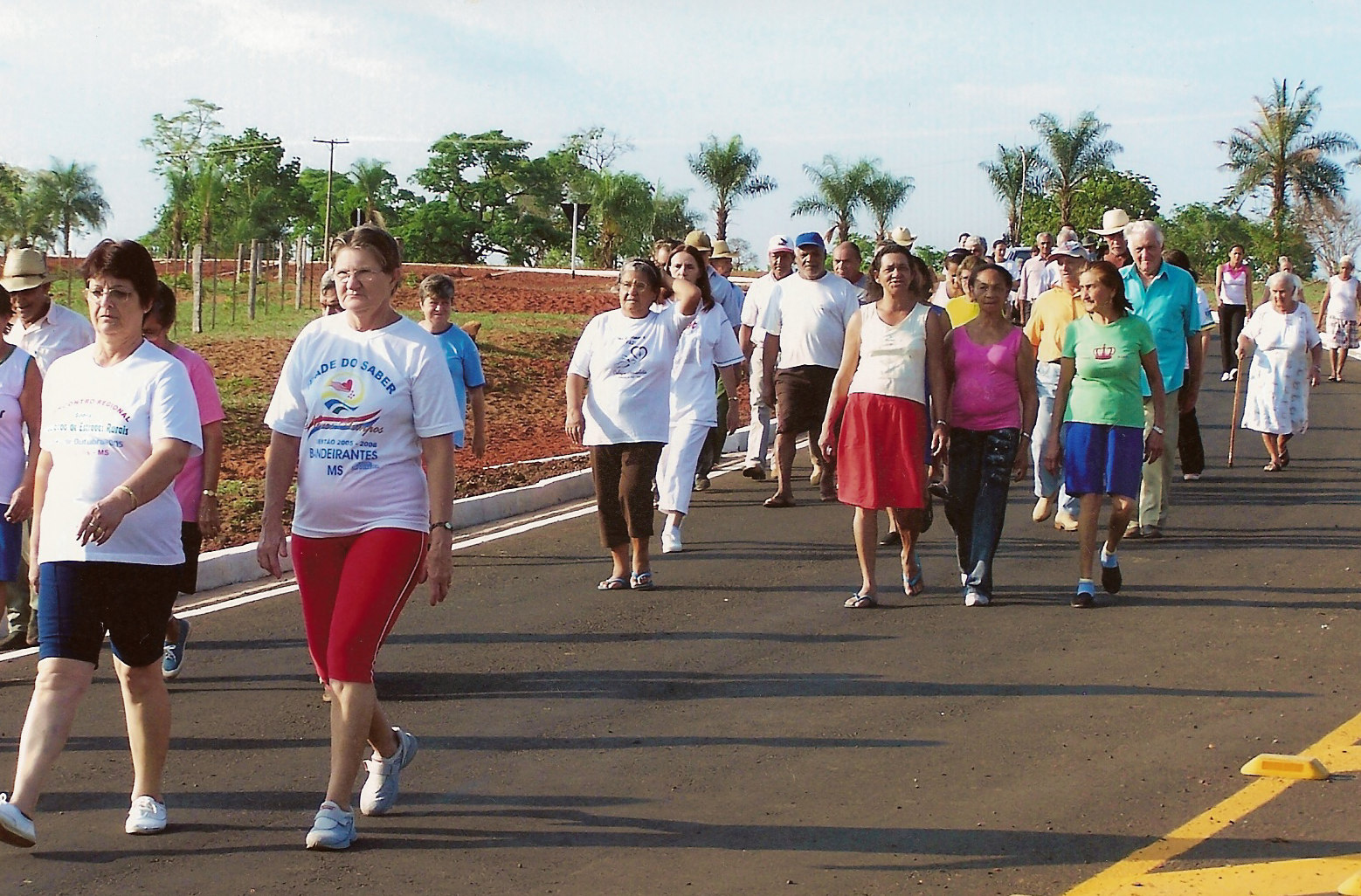
Caminhada dos idosos promovido pela Secretaria de Saúde e Meio Ambiente em 2008.

Em questão aos exercícios físicos, segundo Pérez e Carral (2008), estes apresentam um potencial de melhorar a plasticidade do cérebro, reduzindo as perdas cognitivas ou minimizando o curso progressivo da demência. A importância dos exercícios físicos no tratamento da demência pode ser apoiada por outros estudos.
O levantamento de pesos, comparado com outros exercícios revelou melhores resultados, embora um conjunto de exercícios envolvendo levantamento de pesos, aeróbica e equilíbrio tivesse melhorado as capacidades linguísticas.

### Alimentação
Uma dieta funcional e exercícios físicos associados também demonstraram serem protetivos contra o desenvolvimento da demência ou para diminuir o curso progressivo dessa patologia. Não obstante, pessoas com tendência à demência que utilizaram vitaminas antioxidantes (vitaminas C e E, por exemplo) apresentaram menor perda cognitiva que pessoas que não utilizaram tal recurso.
A deficiência de vitamina D está associada a um risco significativamente maior do desenvolvimento de demências incluindo a doença de Alzheimer.
Ademais, Shatenstein e identificaram que pessoas com demência tenderam a ter uma alimentação mais pobre em macronutrientes, cálcio, ferro, zinco, vitamina K, vitamina A e ácidos gordurosos, o que pode acentuar o curso degenerativo da doença. Aspecto que justifica a administração de suplementos alimentares para essa população, devido à dificuldade de se alimentar, um dos sintomas que tendem a fazer parte do quadro de demência.
Em relação ao ácido alfalipóico e à coenzima Q10, potentes antioxidantes cerebrais, ou seja, redutores dos radicais livres, existem evidências em estudos que essas substâncias também contribuem significativamente para a redução da progressão das perdas cognitivas em pessoas com demência, além de serem agentes protetivos. Tais substâncias são produzidas naturalmente pelo organismo, mas essa produção tende a reduzir-se com a idade.

### Comportamentos saudáveis

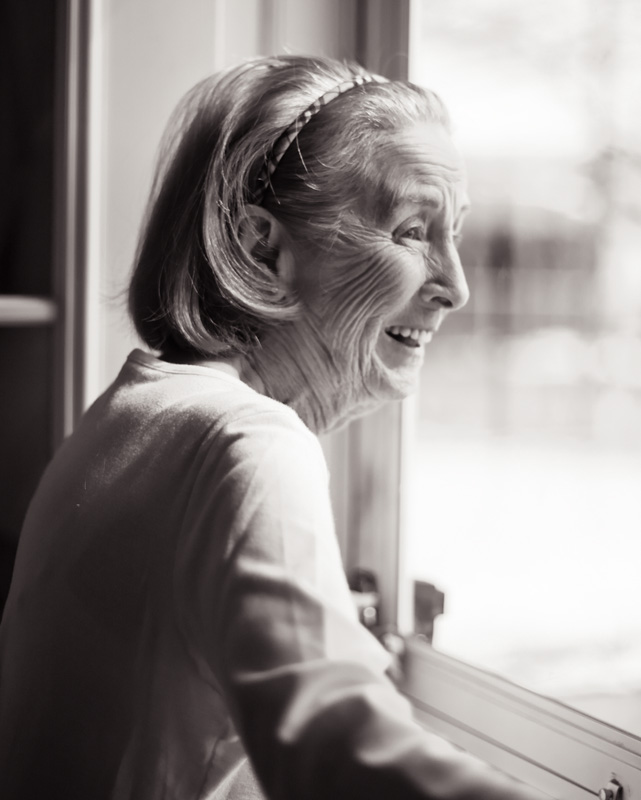
Metade das demências podem ser prevenidas ou pelo menos adiadas mantendo uma vida social, intelectual e profissional ativa.

Uma vida com compromissos e ativa também revelou melhorar as perdas cognitivas em demências mais moderadas. O uso do fumo também pode vulnerabilizar as pessoas para a demência. Desse modo, a mudança do estilo de vida é um fator fundamental para minimizar o curso das perdas evidenciadas na demência.
Portanto, podemos observar que, no estudo de Bragin et al. (2005), foram utilizados como tratamento da demência vários recursos disponíveis para tanto. Ocorreu uma melhora significativa em funções cognitivas importantes, prejudicadas pela demência moderada.
Assim, o diagnóstico precoce da demência é um aspecto importante para que os tratamentos existentes possam diminuir a progressão das perdas cognitivas, funcionais, sociais e profissionais em pessoas com esta patologia. Conforme demonstrou o estudo de Bragin et al. (2005), o tratamento deve ser integrativo, envolvendo uma equipe multidisciplinar, com medicações específicas e suplementação alimentar, além de uma mudança do estilo de vida que inclui exercícios físicos moderados, cessação do uso do fumo, uma alimentação adequada e uma vida com o máximo possível de atividades.
Uma abordagem integrativa pode reduzir o curso das perdas cognitivas da demência, porém, ainda não existem tratamentos que possam "curar" integralmente essa patologia. Assim, a prevenção ao longo da vida é o melhor recurso existente. É importante durante a vida manter uma alimentação saudável e exercícios físicos regulares; bem como na aposentadoria torna-se imprescindível manter um estilo de vida ativo.

### Psicoterapia
É frequente a comorbidade entre depressão, transtornos de ansiedade, distúrbios comportamentais e transtornos delirantes e demências, por isso é importante o acompanhamento psicológico regular. Esse acompanhamento inclui os familiares pois a demência causa grande impacto nos cuidadores, especialmente na família nuclear, os deixando vulneráveis a transtornos psicológicos como síndrome de Burnout (exaustão física e psicológica). São necessárias mais políticas públicas de apoio aos cuidadores, pois, quando exaustos, tendem a colocar os idosos em asilos aumentando seriamente as despesas do governo.

## Epidemiologia
O envelhecimento da população leva a um aumento das doenças crônicas e degenerativas, acarretando um maior custo-paciente na área de saúde e a necessidade de inúmeras adaptações sociais, ambientais e econômicas. É provável que, o Brasil não esteja tão longe de se tornar o 6.º país com mais idosos no mundo. O número de vítimas de demências aumenta exponencialmente com a idade afetando apenas 1,1% dos idosos entre 65 e 70 anos e mais de 65% depois dos 100 anos. A média em São Paulo no ano de 1998 na população acima de 65 anos foi estimada em 7,1%. Porém, como é muito sub-diagnosticada, maior nas áreas rurais e com níveis educacionais mais baixos e tem aumentado muito nos últimos anos é provável que atualmente esteja por volta de 21,9% entre os maiores de 65 anos. A doença de Alzheimer, o tipo de demência mais comum, é mais comum em mulheres enquanto as demências vasculares, segundo tipo mais comum, são mais comuns em homens.
Os custos com demência no mundo passam de 600 bilhões, custo maior do que o de qualquer empresa do mundo. A estimativa da Alzheimer’s Disease International (ADI) é de que em 2010 havia 35,6 milhões de pessoas vivendo com demência no mundo. Este número deve subir para 65,7 milhões até 2030 e 115,4 milhões até 2050. No Brasil, estima-se que entre 70% e 94% dos pacientes com demência vivam em casa, subindo para 90 a 95% nas áreas rurais, média muito acima da dos países desenvolvidos que fica por volta de 66%.

<100
100–120
120–140
140–160
160–180
180–200
200–220
220–240
240–260
260–280
280–300
>300
A prevalência média de demência, acima dos 65 anos de idade, é de 2,2% na África, 5,5% na Ásia, 6,4% na América do Norte, 7,1% na América do Sul e 9,4% na Europa.

| <100 100–120 120–140 140–160 160–180 180–200 | 200–220 220–240 240–260 260–280 280–300 >300 |